# Campeonato Africano de Atletismo de 2022 - Revezamento 4x100 m masculino
A prova dos 4 x 100 metros estafetas masculino do Campeonato Africano de Atletismo de 2022 foi disputada entre nos dias 9 e 10 de junho, no Complexo Esportivo Nacional Cote d'Or, em Saint Pierre, na Maurícia.

## Recordes
Antes desta competição, os recordes mundiais e do campeonato nesta prova eram os seguintes:
|                       | Nome                                                          | Nacionalidade | Tempo  | Local   | Data                 |
| --------------------- | ------------------------------------------------------------- | ------------- | ------ | ------- | -------------------- |
| Recorde mundial       | Nesta Carter Michael Frater Yohan Blake Usain Bolt            | Jamaica       | 36s 84 | Londres | 11 de agosto de 2012 |
| Recorde do campeonato | Henricho Bruintjies Simon Magakwe Emile Erasmus Akani Simbine | África do Sul | 38s 25 | Asaba   | 3 de agosto de 2018  |
| Recorde africano      | Thando Dlodlo Simon Magakwe Clarence Munyai Akani Simbine     | África do Sul | 37s 65 | Doha    | 4 de outubro de 2019 |

## Medalhistas
| Ouro                                                                    | Prata | Bronze                                                                                |
| Quênia · Dan Asamba · Mike Nyang'au · Samwel Imeta · Ferdinand Omanyala | África do Sul · Henricho Bruintjies · Antonio Alkana · Cheswill Johnson · Benjamin Richardson · Rivaldo Roberts* · Akani Simbine* | Zimbabwe · Ngoni Makusha · Dickson Kamungeremu · Tapiwa Makarawu · Denzel Siamsialela |

*Atletas que competiram apenas nas baterias

## Cronograma
Todos os horários são locais (UTC+4). 
| Data        | Hora  | Evento  |
| ----------- | ----- | ------- |
| 9 de junho  | 18:00 | Bateria |
| 10 de junho | 17:15 | Final   |

## Resultados

### Bateria
Qualificação: 3 atletas de cada bateria (Q) mais os 2 melhores qualificados (q). 
| Posição | Bateria | Nacionalidade                  | Atletas                                                                                | Tempo | Notas |
| ------- | ------- | ------------------------------ | -------------------------------------------------------------------------------------- | ----- | ----- |
| 1       | 1       | Botswana                       | Letsile Tebogo, Jayson Mandoze, Tumo Stagato Lesesere, Stephen Abosi                   | 39.32 | Q     |
| 2       | 2       | Quênia                         | Dan Asamba, Mike Nyang'au, Samwel Imeta, Ferdinand Omanyala                            | 39.42 | Q     |
| 3       | 1       | Zimbabwe                       | Ngoni Makusha, Denzel Siamsialela, Tapiwa Makarawu, Dickson Kamungeremu                | 39.75 | Q     |
| 4       | 1       | Nigéria                        | Ogheneovo Mabilo, Ogho-Oghene Egwero, Adekalu Fakorede, Raymond Ekevwo                 | 40.15 | Q     |
| 5       | 1       | Ilhas Maurícias                | Jonathan Bardottier, Yash Aubeeluck, Jean Baptiste Nazira, Alvin Rughoodass            | 40.64 | q     |
| 6       | 2       | África do Sul                  | Cheswill Johnson, Rivaldo Roberts, Akani Simbine, Henricho Bruintjies                  | 40.99 | Q     |
| 7       | 2       | Essuatíni                      | Sibusiso Matsenjwa, Mcebo Mkhaliphi, Benele Simphiwe Dlamini, Lwazi Menziwokuhle Msibi | 41.25 | Q     |
| 8       | 2       | República Democrática do Congo | Dominique Mulamba, Joel Tshikamba, Oliver Mwimba, Lionel Muteba                        | 41.59 | q     |
| 9       | 2       | Gâmbia                         | Adama Jammeh, ?, ?, Sengan Jobe                                                        | 41.93 |       |
| 10      | 1       | Etiópia                        | Locho Kiyonga, Melkamu Assefa, Derese Tesfaye, Ahmed Musa                              | 44.23 |       |
| 99      | 1       | Seicheles                      |                                                                                        | DNS   |       |
| 99      | 2       | Burquina Fasso                 |                                                                                        | DNS   |       |

### Final
A final ocorreu dia 10 de junho às 17:15.
| Posição           | Raia | Nacionalidade                  | Atletas                                                                           | Tempo | Notas            |
| ----------------- | ---- | ------------------------------ | --------------------------------------------------------------------------------- | ----- | ---------------- |
| Medalha de ouro   | 6    | Quênia                         | Dan Asamba, Mike Nyang'au, Samwel Imeta, Ferdinand Omanyala                       | 39.28 | Recorde nacional |
| Medalha de prata  | 5    | África do Sul                  | Henricho Bruintjies, Antonio Alkana, Cheswill Johnson, Benjamin Richardson        | 39.79 |                  |
| Medalha de bronze | 3    | Zimbabwe                       | Ngoni Makusha, Dickson Kamungeremu, Tapiwa Makarawu, Denzel Siamsialela           | 39.81 |                  |
| 4                 | 7    | Nigéria                        | Raymond Ekevwo, Nicholas Mabilo, Ogho-Oghene Egwero, Seye Ogunlewe                | 39.98 |                  |
| 5                 | 1    | Ilhas Maurícias                | Noa Bibi, Yash Aubeeluck, Jean Baptiste Nazira, Jeremie Lararaudeuse              | 40.14 |                  |
| 6                 | 2    | República Democrática do Congo | Lionel Muteba, Dominique Mulamba, Joel Tshikamba, Oliver Mwimba                   | 41.24 |                  |
| 7                 | 8    | Essuatíni                      | Benele Simphiwe Dlamini, Lwazi Menziwokuhle Msibi, Ayanda Malaza, Mcebo Mkhaliphi | 41.48 |                  |
| 8                 | 4    | Botswana                       | Stephen Abosi, Letsile Tebogo, Jayson Mandoze, Tumo Stagato Lesesere              | DSQ   |                  |

Legenda
| Recorde mundial       | Recorde mundial (World record)               |                       | Recorde africano                      | Recorde africano (African) |                                           | Q | Classificado por posição (Qualified) |
| Recorde do campeonato | Recorde do campeonato (Championship record)  | Recorde da América    | Recorde da América (Americas)         | q                          | Classificado por melhor tempo (Qualified) |   |                                      |
| Melhor marca do ano   | Melhor marca do ano (World leading)          | Recorde asiático      | Recorde asiático (Asian)              | DNS                        | Não largou (Did not start)                |   |                                      |
| Recorde nacional      | Recorde nacional (National record)           | Recorde europeu       | Recorde europeu (European)            | DNF                        | Não terminou (Did not finish)             |   |                                      |
| Recorde pessoal       | Recorde pessoal do atleta (Personal best)    | Recorde da Oceania    | Recorde da Oceania (Oceania)          | DSQ / DQ                   | Desclassificado (Disqualified)            |   |                                      |
| Recorde da temporada  | Recorde da temporada do atleta (Season best) | Recorde sul-americano | Recorde sul-americano (South America) | NM                         | Sem marca (No mark)                       |   |                                      |